# Gerhard Barkleit
Gerhard Barkleit (* 18. Juli 1943 in Schillfelde, Ostpreußen) ist ein deutscher Physiker, Wissenschaftshistoriker und Publizist aus Dresden.

## Werdegang
Barkleit trat 1949 in die Schule in Pröda ein und besuchte ab Herbst 1953 die Schule in Leuben.
Barkleit arbeitete nach dem Studium der Physik an der TU Dresden und anschließender Promotion am Institut für Physikalische Chemie (Bergakademie Freiberg) zwei Jahrzehnte als Mitarbeiter der Akademie der Wissenschaften der DDR auf den Gebieten Kernenergie und Mikroelektronik. Er war Mitarbeiter des Zentralinstituts für Kernforschung in Rossendorf und des Forschungszentrums Mikroelektronik in Dresden. Hinzu kamen Forschungsaufenthalte in der Sowjetunion. Nach der deutschen Wiedervereinigung gehörte er zu den Gründern des Hannah-Arendt-Instituts in Dresden.

## Veröffentlichungen (Auswahl)
- Die Rolle des MfS beim Aufbau der Luftfahrtindustrie der DDR, Hannah-Arendt-Institut für Totalitarismusforschung: Berichte und Studien Nr. 5, Dresden 1995, ISBN 978-3-931648-04-6.
- Anfällige Aufsteiger. Inoffizielle Mitarbeiter des MfS in Betrieben der Hochtechnologie (mit Annette Dunsch), Hannah-Arendt-Institut für Totalitarismusforschung: Berichte und Studien Nr. 15, Dresden 1998, ISBN 978-3-931648-15-2.
- Mikroelektronik in der DDR. SED, Staatsapparat und Staatssicherheit im Wettstreit der Systeme, Hannah-Arendt-Institut für Totalitarismusforschung: Berichte und Studien Nr. 29, Dresden 2000, ISBN 978-3-931648-32-9.
- Manfred von Ardenne: Selbstverwirklichung im Jahrhundert der Diktaturen. 2. Auflage. Duncker & Humblot, Berlin 2008, ISBN 978-3-428-12790-0 (397 S.).
- Das nördliche Ostpreußen heute. Eine Region im Fokus der Söhne und Töchter, Berlin 2013, ISBN 978-3-943583-28-1.
- EinBlick in zwei Welten. Das Ende der DDR als Glücksfall der Geschichte, Berlin 2015, ISBN 978-3-942437-40-0.
- Deutschland und die Flüchtlinge. Beobachtungen und Bekenntnisse eines Dresdner Bürgers. Eine Streitschrift, Berlin 2017, ISBN 978-3-942437-45-5.
- Werner Hartmann: Wegbereiter der Mikroelektronik in der DDR. 1. Auflage. Duncker & Humblot, Berlin 2022, ISBN 978-3-428-18446-0 (271 S.).
- Heinz Barwich: Ein unruhiger Weltverbesserer und die Kraft des Atoms. 1. Auflage. Duncker & Humblot, Berlin 2024, ISBN 978-3-428-19240-3 (246 S.).